# Michael Turner (cosmologo)
Michael S. Turner (Los Angeles, 29 luglio 1949) è un cosmologo teorico statunitense, noto tra l'altro per aver coniato il termine energia oscura nel 1998.

## Biografia
Turner è professore presso l'Università di Chicago e precedentemente era stato assistente del direttore per le scienze matematiche e fisiche presso la US National Science Foundation dal 2003 al 2006. Il suo libro The Early Universe, scritto in collaborazione con il collega cosmologo Edward W. Kolb e pubblicato nel 1990, è un testo di riferimento sulla materia.
Turner ha ricevuto il bachelor scientifico in fisica presso il California Institute of Technology nel 1971 e ha conseguito un dottorato di ricerca in fisica presso la Stanford University nel 1978.
Turner ha contribuito a costruire il campo interdisciplinare che combina insieme la cosmologia e la fisica delle particelle elementari per comprendere l'origine e l'evoluzione dell'Universo. La sua ricerca si concentra sui primi momenti dell'universo: ha elaborato preziosi contributi sulla cosmologia inflazionaria, la materia oscura particellare e la formazione di strutture, la teoria della nucleosintesi del Big Bang e la natura dell'energia oscura.
Ha presieduto lo studio della National Academy Connecting quarks with the cosmos: eleven science questions for the new century, che ha individuato fondamentali opportunità nell'intersezione tra Astronomia e Fisica e orientato i finanziamenti in questo campo di ricerca negli Stati Uniti.

## Riconoscimenti
- Nel 1984 gli è stato assegnato il Premio Helen B. Warner per l'Astronomia.
- Nel 1997 ha ricevuto il Julius Edgar Lilienfeld Prize[3].
- Nel 1999 gli è stata assegnato il Klopsteg Memorial Lecture Award[4].
- Nel 2007 ha ricevuto il Mohler Prize[5].
- Nel 2010 gli è stato attribuito congiuntamente a Edward Kolb il Dannie Heineman Prize per l'Astrofisica[6].